# 1928년 동계 올림픽 멕시코 선수단
1928년 동계 올림픽 멕시코 선수단은 스위스 장크트모리츠에서 개최된 1928년 동계 올림픽에 참가한 올림픽 멕시코 선수단이다. 멕시코 이 대회가 동계 올림픽 첫 출전이며, 이후 56년 동안 동계 올림픽에 참가하지 않았다.

## 종목별 성적

### 봅슬레이
| 선수                                                            | 세부 종목  | 1차 시기 | 1차 시기 | 2차 시기 | 2차 시기 | 합계   | 합계 |
| 선수                                                            | 세부 종목  | 기록     | 순위     | 기록     | 순위     | 기록   | 순위 |
| L. M. 엘리자가 후안 데 란다 J. 디아스 마리오 카사오스 G. 디아스 | 남자 5인승 | 1:44.9   | 16       | 1:42.8   | 8        | 3:27.7 | 11   |

## 참조
- Comité Olympique Suisse (1928). “Résultats des Concours des IImes Jeux Olympiques d'hiver” (PDF) (프랑스어). Lausanne: Imprimerie du Léman. 2011년 2월 16일에 원본 문서 (PDF)에서 보존된 문서. 2008년 6월 10일에 확인함.
- sports-reference